# Ánxel
Ánxel est un prénom masculin galicien pouvant désigner :

## Prénom
- Ánxel Casal (gl) (1895-1936), éditeur et homme politique galicien
- Ánxel Viña Carregal (gl) (né en 1950), urbaniste et économiste galicien
- Ánxel Romero Cerdeiriña (gl) (1901-1987), homme politique galicien
- Ánxel Fole (es) (1903-1986), écrivain espagnol galicien
- Ánxel Álvarez Llano (es) (né en 1958), écrivain et philologue espagnol
- Ánxel Sevillano (gl) (1906-1989), écrivain et journaliste galicien
- Ánxel Vence (gl) (né en 1951), journaliste galicien
- Ánxel Vila (gl) (1941-2011), marin et activiste écologique galicien